# Pediáda Mesarás
Pediáda Mesarás är en slätt i Grekland.   Den ligger i regionen Kreta, i den sydöstra delen av landet, 300 km söder om huvudstaden Aten.